# Coleção Aventura
A colecção Aventura (The Adventure Series no original) de Enid Blyton, uma escritora inglesa infantojuvenil prolífica, é uma colecção de oito romancess infantis. Estes livros integram as personagens: Filipe (Philip no original), João (Jack), Dina (Dinah) e Maria da Luz (Lucy-Ann), bem como muitas personagens adultas. O animal de estimação de João, a catatua Didi (Kiki) está também presente em cada romance. 
As histórias mostram as quatro crianças sozinhas, descobrindo e solucionando mistérios sem grande apoio de adultos. Apesar das datas de publicação se estenderem por uma década, alegadamente Enid Blyton escreveu cada um dos romances em menos de uma semana. 

## Livros
- A aventura na ilha – no original The Island of Adventure (1944)
- A aventura no castelo – no original The Castle of Adventure (1946)
- A aventura no vale – no original The Valley of Adventure (1947)
- A aventura no mar – no original The Sea of Adventure (1948)
- A aventura na montanha – no original The Mountain of Adventure (1949)
- A aventura no barco– no original The Ship of Adventure (1950)

Originalmente, a colecção deveria acabar depois da história de 1950, mas a grande procura de fãs dedicados levou Blyton a escrever mais duas histórias:
- A aventura no circo – no original The Circus of Adventure (1952)
- A aventura no rio – no original The River of Adventure (1955)